# 맨체스터 풋살 클럽
맨체스터 FC(Manchester Futsal Club)는 맨체스터를 연고로 하는 잉글랜드의 풋살 선수단이다.

## 우승 기록
- FA 내셔널 풋살 리그
  - 준우승 (1): 2013-14

- FA 풋살컵
  - 우승 (1): 2011

## 같이 보기
- FA 내셔널 풋살 리그